# Харис (Мисури)
Харис (енгл. Harris) град је у америчкој савезној држави Мисури.

## Демографија
По попису из 2010. године број становника је 61, што је 44 (-41,9%) становника мање него 2000. године.
| Група             | 2000.      | 2010.      |
| Белци             | 96 (91,4%) | 60 (98,4%) |
| Афроамериканци    | 0 (0,0%)   | 0 (0,0%)   |
| Азијати           | 0 (0,0%)   | 0 (0,0%)   |
| Хиспаноамериканци | 7 (6,7%)   | 0 (0,0%)   |
| Укупно            | 105        | 61         |